# Ecuación diferencial estocástica

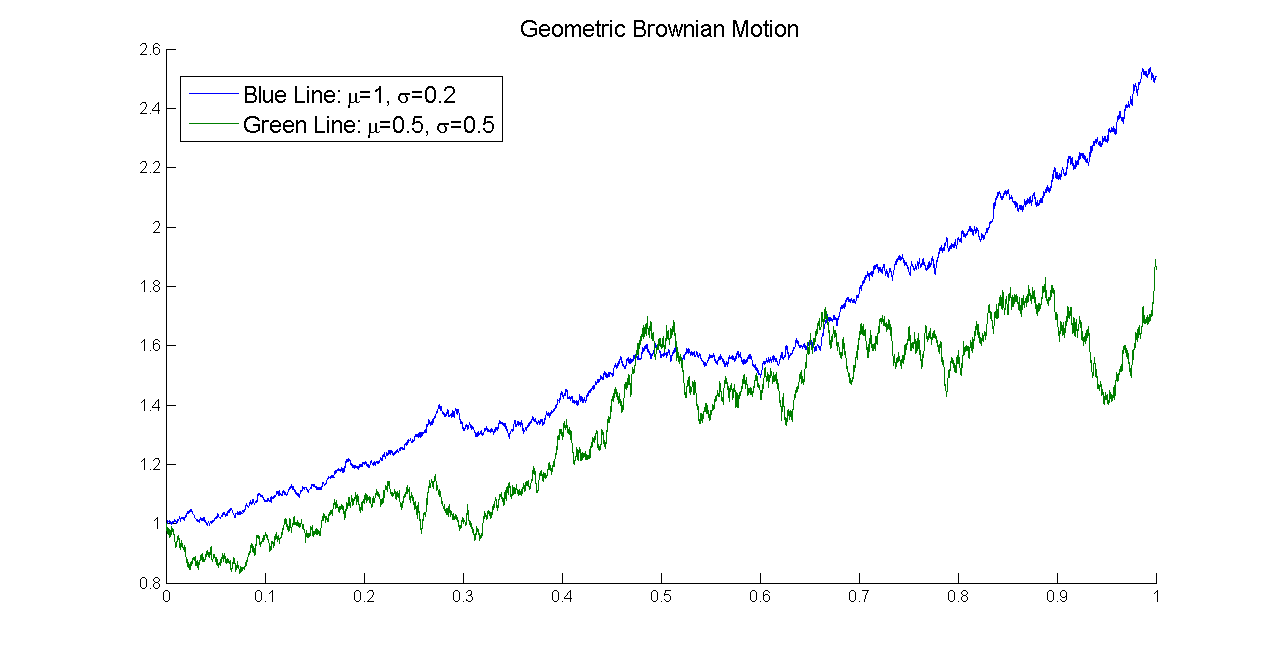
Dos instancias de caminos brownianos geométricos, con diferentes parámetros que son soluciones de la ecuación diferencial escocástica lineal de Itō. La línea azul presenta un arrastre mayor, mientras que la línea verde presenta una mayor varianza.

Una ecuación diferencial estocástica (EDE) es una ecuación diferencial en la cual uno o más de sus términos es un proceso estocástico y cuya solución es también un proceso estocástico. Las ecuaciones diferenciales estocásticas se utilizan para modelar diversos fenómenos como los precios de las acciones. Usualmente, las ecuaciones diferenciales estocásticas tienen ruido blanco que puede ser interpretado como la derivada del movimiento browniano o del proceso de Wiener. Sin embargo, debe mencionarse que otro tipo de fluctuaciones aleatorias son posibles como el proceso de salto.

## Introducción
El primer trabajo relacionado con las ecuaciones diferenciales estocásticas fue la descripción del movimiento browniano hecha por Albert Einstein (1905). Simultáneamente Marian Smoluchowski trabajó sobre el mismo tema. Sin embargo, otro de los primeros trabajos relacionados es el trabajo del Louis Bachelier (1900) en su tesis doctoral Teoría de la Especulación, dedicada a las fluctuaciones de títulos bursátiles. Este trabajo fue secundado por Paul Langevin y posteriormente Kiyoshi Itō y Ruslan L. Stratonovich formularon de manera rigurosa la noción de ecuación diferencial estocástica (EDS).

### Terminología
En física, las ecuaciones diferenciales estocásticas (EDS) se escriben como ecuaciones de Langevin. Por eso a veces se denominan de manera algo confusa "ecuaciones de Langevin" aunque existen muchas formas alternativas. Estas formas incluyen ecuaciones diferenciales ordinarias que contienen una parte determinista junto a un término adicional aleatorio que es un ruido blanco. Una segunda forma es la ecuación de Smoluchowski o más en general ecuación de Fokker-Planck, estas últimas son ecuaciones en derivadas parciales que describen la evolución de la función de densidad de probabilidad asociada a la solución de la ecuación estocástica. La tercera forma es la quecuantiativas (ver más abajo). Esta forma es similar a la forma de Langevin, pero se escribe usualmente en forma diferencial. Las ecuaciones diferenciales estocásticas aparecen en dos variedades, correspondiéndose con las dos tipos de cálculo estocástico.

### Cálculo estocástico
La teoría matemática del movimiento browniano y los procesos de Wiener dan lugar a un tipo de evolución matemática extremadamente compleja. Un proceso de Wiener en el espacio euclídeo da lugar a una curva continua que es casi con seguridad no diferenciable en ningún punto, por tanto, requiere definir sus propias reglas de cálculo. Existen dos formas diferentes de abordar el cálculo estocástico, el llamado cálculo estocástico de Itō y el cálculo estocástico de Stratonovich. Cada uno de los dos enfoques presenta ventajas y desventajas, y los neófitos frecuentemente experimentan dificultades sobre cual de las dos formas es más apropiadas para una determinada situación. Si bien existen algunas recomendaciones generales para la elección (e.g. Øksendal, 2003), siempre es posible convertir un problema en la forma de Itō en un problema equivalente en la forma de 
Stratonovich y viceversa. Aun así uno debe ser cuidadoso con el enfoque adecuado al escribir la ecuación diferencial estocástica de partida.

### Soluciones numéricas
Las soluciones numéricas de ecuaciones diferenciales, especialmente en el caso de ecuaciones diferenciales estocásticas en derivadas parciales es un área relativamente nueva. Casi todos los algoritmos que se usan para la solución de ecuaciones diferenciales ordinarias funcionan inadecuadamente para las ecuaciones diferenciales estocásticas, presentando frecuentemente una convergencia muy mala. Un libro de texto estándar que ilustra varios de los algoritmos existentes es Kloeden & Platen (1995).
Entre los métodos numéricos usados están el método de Euler-Maruyama y el método de Runge-Kutta para EDE.

## Ecuación diferencial de Itō
Uno de los primeros ejemplos históricos de ecuación diferencial es la ecuación diferencial de Itō propuesta en los años 1940. La ecuación involucra una variable aleatoria {\displaystyle X_{t}} cuyos incrementos con el tiempo vienen dados por una parte determinista más una parte aleatoria dada por un proceso de Wiener
{\displaystyle dX_{t}=\mu (X_{t},t)\,dt+\sigma (X_{t},t)\,dW_{t},}
donde {\displaystyle W_{t}} es el proceso de Wiener (o movimiento browniano estandarizado). Esta ecuación debe ser interpretada como una expresión informal, que es rigurosamente interpretable en forma de ecuación integral
{\displaystyle X_{t+s}-X_{t}=\int _{t}^{t+s}\mu (X_{u},u)du+\int _{t}^{t+s}\sigma (X_{u},u)\,dW_{u}.}
donde la última de las integrales es una integral de Itō, mientras que la primera es simplemente una integral de Riemann.

## Existencia y unicidad de soluciones
Como en una ecuación diferencial ordinaria o en derivadas parciales, es importante conocer si una determinada EDE tiene solución, y si es o no única. A continuación se presenta un teorema típico de existencia y unicidad para la EDE de Itō que toma valores en el espacio euclídeo de {\displaystyle n} dimensiones {\displaystyle (\mathbb {R} ^{n})} y conducido por un movimiento browniano {\displaystyle m}-dimensional {\displaystyle B}; la demostración puede encontrarse en Øksendal (2003, §5.2).
Sean {\displaystyle T>0},
{\displaystyle \mu :\mathbb {R} ^{n}\times [0,T]\to \mathbb {R} ^{n};}
{\displaystyle \sigma :\mathbb {R} ^{n}\times [0,T]\to \mathbb {R} ^{n\times m};}
funciones medibles para las cuales existen constantes {\displaystyle C} y {\displaystyle D} tales que
{\displaystyle {\big |}\mu (x,t){\big |}+{\big |}\sigma (x,t){\big |}\leq C{\big (}1+|x|{\big )};}
{\displaystyle {\big |}\mu (x,t)-\mu (y,t){\big |}+{\big |}\sigma (x,t)-\sigma (y,t){\big |}\leq D|x-y|;}
para todo {\displaystyle t\in [0,T]} y todo {\displaystyle x,y\in \mathbb {R} ^{n}}, donde
{\displaystyle |\sigma |^{2}=\sum _{i,j=1}^{n}|\sigma _{ij}|^{2}.}
Sea {\displaystyle Z} una variable aleatoria que es independiente de la σ-álgebra generada por {\displaystyle B_{s}} con {\displaystyle s\geq 0} y con varianza finita:
{\displaystyle \operatorname {E} {\big [}|Z|^{2}{\big ]}<+\infty .}
entonces la ecuación diferencial estocástica o problema de valor inicial estocástico
{\displaystyle {\begin{aligned}\mathrm {d} X_{t}&=\mu (X_{t},t)\,\mathrm {d} t+\sigma (X_{t},t)\,\mathrm {d} B_{t}\quad {\mbox{para }}t\in [0,T]\\X_{0}&=Z\end{aligned}}}
tiene una solución continua en {\displaystyle t} que es casi seguro única {\displaystyle (t,\omega )\mapsto X_{t}(\omega )} tal que {\displaystyle X} es un proceso adaptado a la filtración {\displaystyle F_{t}^{Z}} generada por {\displaystyle Z} y {\displaystyle B_{s}}, {\displaystyle s\leq t} y además
{\displaystyle \operatorname {E} \left[\int _{0}^{T}|X_{t}|^{2}\,\mathrm {d} t\right]<+\infty .}